# Eaubonne
Eaubonne és un municipi francès, situat al departament de la Val-d'Oise i a la regió d'Illa de França. L'any 1999 tenia 22.882 habitants.
Forma part del cantó d'Ermont, del districte d'Argenteuil i de la Comunitat d'aglomeració Val Parisis.